# Ya Mustapha
Ya Mustapha, parfois orthographié Ya Mustafa (en arabe : يا مصطفى) , et quelquefois nommée d'après son refrain Chéri je t'aime, chéri je t'adore, est une chanson égyptienne.

## Histoire et style
Cette chanson porte la marque de la société cosmopolite de la ville d'Alexandrie, en Égypte, depuis l'ouverture du canal de Suez en 1869, jusqu'à l'arrivée au pouvoir de Nasser. De nombreuses communautés y vivaient, soit d'origine européenne (Italiens, Grecs, Français, Levantins), soit issues des minorités égyptiennes (Juifs, Coptes). Ainsi, la musique de cette chanson est grecque, et les paroles françaises, italiennes et arabes. L'histoire se déroule dans le quartier européen de la rue Attarine,.

## Paroles[4]
Chéri je t'aime chéri je t'adore,

come la salsa di pomodoro. (Comme la sauce tomate)

(bis)

Ya Mustafa, ya Mustafa (Ô, Mustapha, Ô, Mustapha)

Ana bahebbak, ya Mustafa (Je t'aime Mustapha)

Sabaa senin fel Attarin, (Sept ans rue Attarine)

Delwa'aty geina Chez Maxim (Maintenant, nous dînons chez Maxim's)

-1-

Taala Ya Mustafa, ya ibn El Sarhan (Viens Mustapha, ô fils d'El Sarhan)

Guib ta'mira agami we leff 'al giran (Apporte le pot de Narguilé et passe le à tes voisins.)

W amma yigi keifo keifo (Quand il se défonce)

Yeshrab ala keifo keifo (Il peut boire à volonté.)

-2-

Quand je t'ai vu sur le balcon

Tu m'as dit monte et ne fais pas d'façon.

(bis)

Chéri je t'aime chéri je t'adore,

come la salsa di pomodoro

(bis)

Ya Mustafa, ya Mustafa (Ô, Mustapha, Ô, Mustapha)

Ana bahebbak, ya Mustafa (Je t'aime Mustapha)

Sabaa senin fel Attarin, (Sept ans rue Attarine)

Delwa’aty geina Chez Maxim (Maintenant, nous dînons chez Maxim's)

-3-

Tu m'as allumé avec une allumette

Et tu m'as fait perdre la à tête

(bis)

Chéri je t'aime chéri je t'adore,

come la salsa di pomodoro (Comme la sauce tomate)

(bis)

Ya Mustafa, ya Mustafa

Ana bahebbak, ya Mustafa

Sabaa senin fel Attarin,

Delwa'aty geina Chez Maxim

## Versions
Cette chanson a été interprétée par différents chanteurs 
- Elle peut être entendue dans plusieurs films égyptiens, tournés dans les années 1950 et 1960[5].
- Dans les années 1950, elle fut popularisée en France par Dario Moreno, originaire de la communauté juive de Turquie.
- Le chanteur égyptien Bob Azzam connut le succès en France, mais également au Royaume-Uni (il resta 14 semaines dans le UK Singles Chart et y atteignit la 23e place) et en Espagne (numéro 1 des charts en 1960), grâce à ce titre, en 1960 :  Mustapha.
- En 1960 encore, le chanteur pied-noir Alberto Staiffi (it) reprend à sa façon la chanson.
- En Espagne, outre la version de Bob Azzam, celle de José Guardiola connut aussi un énorme succès, toujours en 1960.
- Rudy Ventura, trompettiste catalan en a donné une version catalane, au début des années 1960, sous le titre Mustafà català[6].
- Davy Graham, guitariste britannique de folk et de blues, a inclus cette chanson dans son album Folk, Blues and Beyond (en), sorti en 1964.
- Le chanteur et acteur Kyu Sakamoto a aussi enregistré cette chanson[7].
- Bruno Gigliotti (alias Orlando, frère de Dalida) a également interprété cette chanson[8].
- Dalida elle-même l’a interprétée.
- Nenad Jovanovic l'a interprétée en serbo-croate[9].
- Jimmy Page, guitariste de Led Zeppelin, dans White Summer / Black Mountainside (Led Zeppelin Remasters 1), en a donné une version.
- En 1975, l’actrice et chanteuse cypriote-turque Nil Burak l’a interprétée.
- Angélica María, chanteuse et actrice mexicano-américaine, enregistra la chanson dans son album sorti en 1983 La Magia de Angélica María.
- Reprise en 1990 par le groupe de rock alternatif parisien Los Carayos (avec Manu Chao et François Hadji-Lazaro).
- Bob Azzam, en duo avec Dorothée, lors du Dorothée Rock'nroll Show diffusé le 29 octobre 1993 sur TF1.
- Le groupe belge de New Beat Pleasure Game a sorti une version en 1993.
- Pour le film indien Aatish sorti en 1994, le compositeur Nadeem-Shravan l’a adaptée. Jolly Mukherjee (en), Mukul Aggarwal et Alka Yagnik en sont les interprètes.
- The Dead Brothers ont proposé une version de cette chanson en 2006 dans leur album Wunderkammer[10].
- Elle fut reprise en 2006 par la chanteuse virtuelle Bébé Lilly avec le titre La Jungle des animaux
- Elle est reprise en 2017 par Julie Zenatti, Lina El Arabi et Nawel Ben Kraiem sur l'album Méditerranéennes (ici ou là-bas).[11]